# Филологический факультет Санкт-Петербургского государственного университета
Филологический факультет Санкт-Петербургского государственного университета — один из крупнейших языковых факультетов в России и мире. В его составе находится одна из трёх кафедр классической филологии в России, наряду с факультетами МГУ и РГГУ.

## Здание
Факультет расположен в здании Дворца Петра II, построенном в 1717—1727 годах по проекту Д. Трезини. В этом здании также располагается Восточный факультет, на котором ведётся преподавание восточных языков.

## История
Факультет исторических и словесных наук, предшественник нынешнего филологического факультета, был создан в 1819 году. В его составе находилась кафедра российской словесности. В 1850 году историко-филологическое отделение было преобразовано в историко-филологический факультет, который существовал до 1919 года. Тогда гуманитарные факультеты 1-го Петроградского университета были объединены в факультет общественных наук (ФОН). Филология преподавалась на этнолого-лингвистическом отделении ФОН. В 1925 году ФОН реорганизован в факультет языкознания и материальной культуры («Ямфак»). В 1929 году переименован в историко-лингвистический факультет.
С 1930 года гуманитарные науки выводятся из ЛГУ в специальный вуз — Ленинградский институт лингвистики и истории (ЛИЛИ, позднее ЛИФЛИ).
В 1937 году на базе лингвистического и литературного факультетов ЛИФЛИ был создан филологический факультет ЛГУ.
В 1949 году подвергся идеологической чистке в ходе антикосмополитической кампании, были арестованы одни и вынуждены уволиться другие учёные.
С 2001 года заслуженным учёным факультета присуждается звание «Почётный профессор СПбГУ». На данный момент его удостоены: д.фил.н. Ю. В. Откупщиков (2001), д.фил.н. Г. А. Лилич (2003), д.фил.н. Г. Н. Акимова (2004), д.фил.н. Л. В. Бондарко (2007), д.фил.н. К. А. Рогова (2008), д.фил.н. Л. А. Вербицкая (2011), д.фил.н. А. С. Герд (2013) и д.фил.н. В. В. Колесов (2018).
В 2007 году факультет получил новое имя — факультет филологии и искусств, но уже через три года, 15 марта 2010 года, факультету было возвращено прежнее название. В тот же день начал работу новый факультет искусств, отделившийся от филологического факультета.

## Деканы
- акад. И. И. Мещанинов (1937—1938)
- акад. В. Ф. Шишмарёв (1938—1939)
- член-корр. АН СССР С. Г. Бархударов (1939—1940)
- А. П. Рифтин (1940—1942)
- д.фил.н. Г. А. Гуковский (1942—1943, и. о.)
- член-корр. АН СССР С. Д. Балухатый (1943—1945)
- акад. М. П. Алексеев (1945—1947, 1950—1953)
- член-корр. РАН Р. А. Будагов (1947—1948)
- член-корр. РАН Г. П. Бердников (1948—1950)
- д.фил.н. А. В. Западов (1953—1954)
- д.фил.н. Б. А. Ларин (1954—1958, 1960—1962)
- д.фил.н. И. П. Ерёмин (1958—1960)
- член-корр. АН СССР Б. Г. Реизов (1963—1968)
- д.фил.н. В. Е. Балахонов (1969—1973)
- д.фил.н. В. Д. Андреев (1973—1997)
- д.фил.н. С. И. Богданов (1998—2010)
- д.фил.н. Л. А. Вербицкая (2010—2019)
- д.фил.н. В. П. Казаков (2019—2022, и. о.)
- к.фил.н. М. В. Корышев (с 2022)

## Символика
- Гимном филологического факультета считается песня А. М. Городницкого «Дворец Трезини».
- Эмблема филологического факультета — Вавилонская башня на фоне раскрытой книги.

## Структура
В составе факультета существует 35 кафедр, на которых ведётся преподавание теоретических филологических дисциплин, а также различных языков и литератур. Кроме того, существуют кафедры общего языкознания, математической лингвистики, фонетики и речевых технологий, библеистики и многие другие. На факультете 1043 штатных преподавателя, из них 75 профессоров и 316 доцентов.

### Кафедры
- Кафедра английской филологии и лингвокультурологии (заведующая д.фил.н. Е. Г. Хомякова)
- Кафедра английской филологии и перевода (заведующий д.фил.н. В. И. Шадрин)
- Кафедра библеистики (заведующий д.фил.н. А. А. Алексеев)
- Кафедра иностранных языков и лингводидактики (заведующая д.фил.н. Г. А. Баева)
- Кафедра истории зарубежных литератур (заведующая д.фил.н. Л. Н. Полубояринова)
- Кафедра истории русской литературы (заведующий д.фил.н. А. А. Карпов)
- Кафедра классической филологии (заведующий к.фил.н. Е. В. Желтова)
- Кафедра математической лингвистики (заведующий к.фил.н. И. С. Николаев)
- Кафедра немецкой филологии (заведующий д.фил.н. С. Т. Нефёдов)
- Кафедра общего языкознания
- Кафедра романской филологии (заведующий д.фил.н. М. А. Марусенко)
- Кафедра русского языка (заведующий д.фил.н. В. П. Казаков)
- Кафедра русского языка для гуманитарных и естественных факультетов (заведующая д.фил.н. Е. И. Селиверстова)
- Кафедра русского языка как иностранного и методики его преподавания (заведующая д.фил.н. Т. И. Попова)
- Кафедра скандинавской и нидерландской филологии (заведующая к.фил.н. Е. В. Краснова)
- Кафедра славянской филологии (заведующая к.фил.н. О. В. Раина)
- Кафедра финно-угорской филологии (заведующий д.фил.н. Е.Г. Сойни)
- Кафедра фонетики и методики преподавания иностранных языков (заведующий д.фил.н. П. А. Скрелин)

### Институты
- Институт русского языка и культуры (директор О. И. Попова)
- Институт письменного и устного перевода им. А. В. Фёдорова

### Центры
- Центр лингводидактического тестирования
- Образовательный центр дополнительных квалификаций

Другие подразделения
- Межкафедральный словарный кабинет (МСК) имени проф. Б. А. Ларина (заведующая к.фил.н. Е. В. Генералова)
- Библиотека